# Нижние Ольшаны
Нижние Ольшаны (укр. Нижні Вільшани) — село,
Тростянецкий сельский совет,
Полтавский район,
Полтавская область,
Украина.
Население по переписи 2001 года составляло 52 человека.

## Географическое положение
Село Нижние Ольшаны находится в 5-и км от реки Ворскла,
на расстоянии в 0,5 км от села Сапожино.
Село окружено небольшим лесным массивом.